# Casa de los Lagartos
La Casa de los Lagartos es un edificio de viviendas situado en la ciudad española de Madrid, en el barrio de Justicia.

## Características

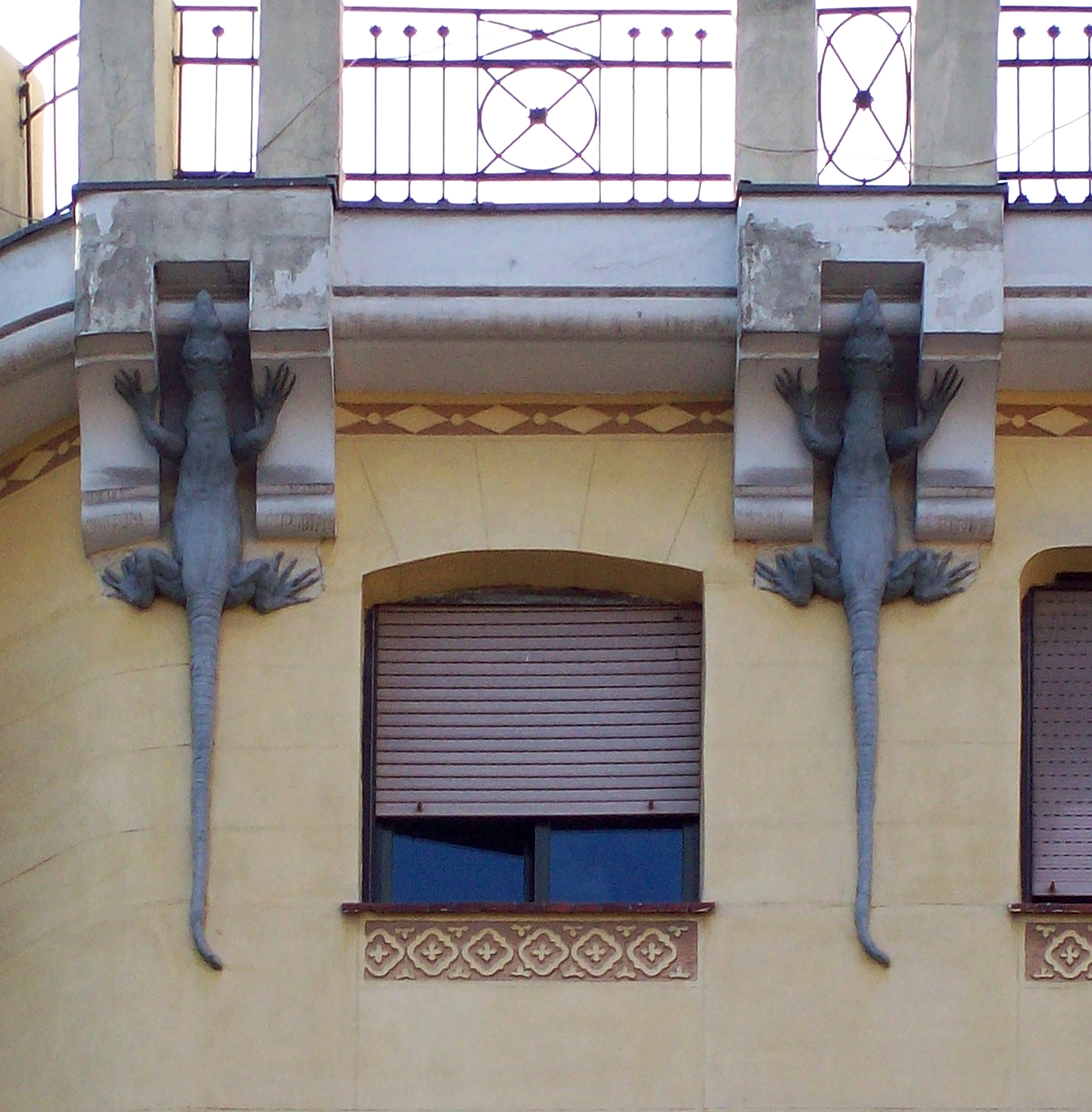
Detalle de las esculturas de salamandras (los "lagartos").

Situado en el número 1 de la calle de Mejía Lequerica, en esquina con la calle de Hortaleza, fue proyectado por Benito González del Valle en 1911 con cinco plantas, y una planta estrecha. Enmarcado en la arquitectura modernista, y con influencias de la Secesión de Viena, su construcción finalizó en 1912. La parte inferior de la cornisa de la fachada está rematada por salamandras (los «lagartos»).